# Pakistan Hockey Federation
Die Pakistan Hockey Federation (PHF) ist der pakistanische Dachverband der Hockeyvereine. Sie ist Mitglied des Weltverbandes Fédération Internationale de Hockey (FIH). Aktueller Präsident der PHF ist Khalid S. Khokhar.

## Geschichte
Die PHF wurde 1948 nach der Unabhängigkeit Pakistans von Indien gegründet. Ihr erstes internationales Spiel trug die pakistanische Nationalmannschaft (der Herren) in London aus. Es fand am 2. August 1948 statt und endete mit einer 1:2-Niederlage gegen Belgien.
Nach einem goldenen Zeitalter in den 1970er Jahren, begann der Abstieg Pakistans aus der Weltspitze mit der Einführung von Kunstrasenplätzen. Erst nach einer zwölfjährigen "Auszeit" gewann Pakistan 1988 wieder die Champions Trophy und die Weltmeisterschaft. Seit dem Gewinn der Weltmeisterschaft 1994 ist Pakistan titellos.

## PHF-Präsidenten
1. Raja Ghazanfar Ali Khan (1948–50)
2. Chaudhry Nazir Ahmed (1950–52)
3. Khan Abdul-Qayyum Khan (1952–54)
4. Nawab Mushtaq Ahmed Gurmani (1955–56)
5. Mian Naseer Ahmed (1956–59)
6. Musa Khan (1960–66)
7. Air Marshal Nur Khan (1967–69)
8. Khwaja Mohammad Azhar Khan (1969–71)
9. Nawab Sadiq Hussain Qureshi (1971–76)
10. Nur Khan (1976–84)
11. Air Vice-Marshal Waqar Azeem (1984–86)
12. Azim Daudpota (1986–90)
13. Farooq Feroze Khan (1990–91)
14. M Nawaz Tiwana (1991–93)
15. Farooq Umar (1993–96)
16. M Nawaz Tiwana (1996–97)
17. Akhtar Rasool Chaudhry (1997–99)
18. Arif Ali Khan Abbasi (1999–2000)
19. Aziz Khan (2000–05)
20. Tariq Kirmani (2005–06)
21. Mir Zafarullah Khan Jamali (2006–2008)
22. Qasim Zia (2008–2013)
23. Akhtar Rasool (2013–2015)
24. Khalid S. Khokhar (seit 2015)

## PHF-Sekretäre
1. Baseer Ali Sheikh (1948–54)
2. Syed M Ayub (1954–55)
3. Mian Raziuddin Ahmed (1955–60)
4. Riaz Hussain (1960–62)
5. Aurangzeb Khan (1962–64)
6. Zafar Ali Khan (1964–67)
7. Masood Ahmed (1967–69)
8. Iftikhar Rasool Mali (1969–70)
9. Khurshid Zaman (1970–72)
10. Chaudhry Ghulam Rasool (1972–73)
11. Shamim Yazdani (1973)
12. M Sharif Janjua (1973–74)
13. Syed Naseer Ahmed (1974–75)
14. Sardar Asif Hayat (1975–78)
15. Manzoor Hussain Atif (1978–89)
16. Abdul Hamid (1989–92)
17. Syed Mudasir Asghar (1993–99)
18. Manzoor Hussain Atif (1999–2000)
19. Zahir Shah (2000)
20. Musaratullah Khan (2000–06)
21. Akhtarul Islam (2006–07)
22. Khalid Memood (2007–08)
23. Muhammad Asif Bajwa (2008–2013)
24. Mujahid Ali Rana (2013–2015)
25. Shahbaz Ahmed (seit 2015)

## Abschneiden
Bislang (Stand: Olympische Spiele 2024 in Paris) nahmen ausschließlich Herren-Mannschaften für Pakistan an Olympischen Spielen teil. Die pakistanischen Damen waren seit 2003 dreimal Teilnehmerinnen der Kontinentalmeisterschaften des asiatischen Hockeyverbands AHF (AHF Cup), die erfolgreichsten Platzierungen waren zweimal dritte Plätze 2003 und 2016.

### Olympische Spiele
- 1948 London Vierter
- 1952 Helsinki Vierter
- 1956 Melbourne Silber
- 1960 Rom Gold
- 1964 Tokio Silber
- 1968 Mexiko Gold
- 1972 München Silber
- 1976 Montreal Bronze
- 1980 Moskau nicht teilgenommen
- 1984 Los Angeles Gold
- 1988 Seoul Fünfter
- 1992 Barcelona Bronze
- 1996 Atlanta Sechster
- 2000 Sydney Vierter
- 2004 Athen Fünfter
- 2008 Peking Achter
- 2012 London Siebter

### Hockey-Weltmeisterschaft
- 1971 Barcelona Gold
- 1973 Amstelveen Vierter
- 1975 Kuala Lumpur Silber
- 1978 Buenos Aires Gold
- 1982 Bombay Gold
- 1986 London Elfter
- 1990 Lahore Silber
- 1994 Sydney Gold
- 1998 Utrecht Fuenfter
- 2002 Kuala Lumpur Fuenfter
- 2006 Mönchengladbach Sechster

### FIH Champions Trophy
- 1978 Lahore Gold
- 1980 Karatschi Gold
- 1981 Karatschi Silber
- 1982 Amstelveen Vierter
- 1983 Karatschi Silber
- 1984 Karatschi Silber
- 1985 Karatschi Vierter
- 1986 Karatschi Bronze
- 1987 Amstelveen Siebter
- 1988 Lahore Silber
- 1989 Berlin Vierter
- 1990 Melbourne Vierter
- 1991 Berlin Silber
- 1992 Karatschi Bronze
- 1993 Kuala Lumpur Vierter
- 1994 Lahore Gold
- 1995 Berlin Bronze
- 1996 Madras Silber
- 1997 Adelaide Fuenfter
- 1998 Lahore Silber
- 1999 Brisbane Sechster
- 2000 nicht teilgenommen
- 2001 Rotterdam Vierter
- 2002 Koeln Bronze
- 2003 Amstelveen Bronze
- 2004 Lahore Bronze
- 2005 Chennai Fünfter
- 2006 Terrassa Fünfter
- 2007 Kuala Lumpur Siebter[2]
- 2008 und 2009 nicht teilgenommen